# Phytotherapie-Preis
Der Phytotherapie-Preis der Gesellschaft für  Phytotherapie e.V. wird jährlich alternierend als Preis zur Förderung des wissenschaftlichen Nachwuchses und Innovations-Preis der Gesellschaft für Phytotherapie verliehen: 
- Der Preis der Gesellschaft für Phytotherapie zur Förderung des wissenschaftlichen Nachwuchses (kurz Nachwuchspreis der Gesellschaft für Phytotherapie genannt) wird für Examensarbeiten vergeben, die einen Bezug zur Phytotherapie haben. Er soll die Aufmerksamkeit der Öffentlichkeit auf vielversprechende Nachwuchswissenschaftler lenken, die auf dem Gebiet der Phytotherapie forschen. Die Höhe des Preisgeldes beträgt 2000 Euro. Der Preis wird in ungradzahligen Jahren verliehen.
- Der Innovations-Preis der Gesellschaft für Phytotherapie honoriert praxisorientierte Innovationen, die den Stellenwert der Phytotherapie bei Patienten, Ärzten und Apothekern fördern. Er wird in geradzahligen Jahren verliehen, wobei die Höhe des Preisgeldes 10.000 Euro beträgt.

Der Preis steht in der Nachfolge u. a. des Rudolf-Fritz-Weiss-Preises der Gesellschaft für Phytotherapie, dessen Verleihung eingestellt wurde. Die Preise werden gewöhnlich bei einer Tagung der Gesellschaft für Phytotherapie verliehen.